# Gnosca
Gnosca è un quartiere di 783 abitanti della città svizzera di Bellinzona, sito nel Canton Ticino in valle Riviera.

## Geografia fisica
Gnosca sorge nella Valle Riviera lungo il corso del Ticino. Il quartiere, infatti, si sviluppa tra il corso del suddetto fiume e il versante occidentale della valle.

## Storia

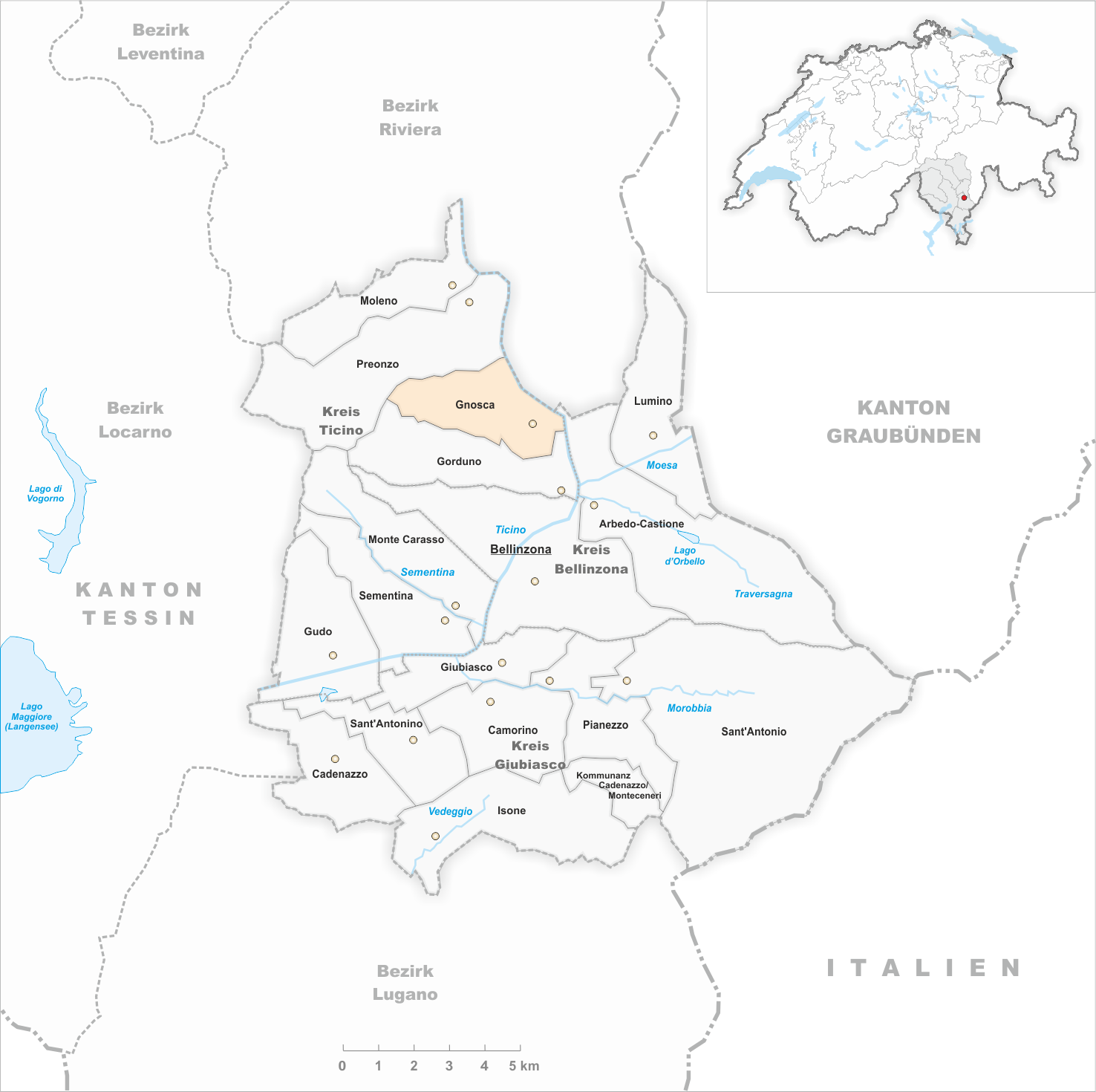
Il territorio del comune di Gnosca prima dell'agglobazione del Bellinzonese del 2017

Si pensa che il quartiere possa risalire all'epoca pre-romana grazie al ritrovamento fortuito di tombe che si possono collegare a quelle più importanti della vicina Arbedo, che sono collegate alla cultura di Golasecca. Il Gilardoni riportava, infatti, che la località non fosse stata esplorata archeologicamente in maniera adeguata e che potenzialmente potesse conservare delle necropoli.
Fino al 1º aprile 2017 è stato un comune autonomo che si estendeva per 7,5 km²; il 2 aprile 2017 è stato accorpato al comune di Bellinzona assieme agli altri comuni soppressi di Camorino, Claro, Giubiasco, Gorduno, Gudo, Moleno, Monte Carasso, Pianezzo, Preonzo, Sant'Antonio e Sementina.

## Monumenti e luoghi d'interesse
- Chiesa di San Pietro martire
- Chiesa di San Giovanni Battista

## Società

### Evoluzione demografica
L'evoluzione demografica è riportata nella seguente tabella:
Abitanti censiti

## Amministrazione
Ogni famiglia originaria del luogo fa parte del cosiddetto comune patriziale e ha la responsabilità della manutenzione di ogni bene ricadente all'interno dei confini della frazione.